# Cnebba
Cnebba (VI w.) – król Mercji. Był dziadkiem Creody i synem Icela. Jego synem i następcą był Cynewald.

## Bibliografia

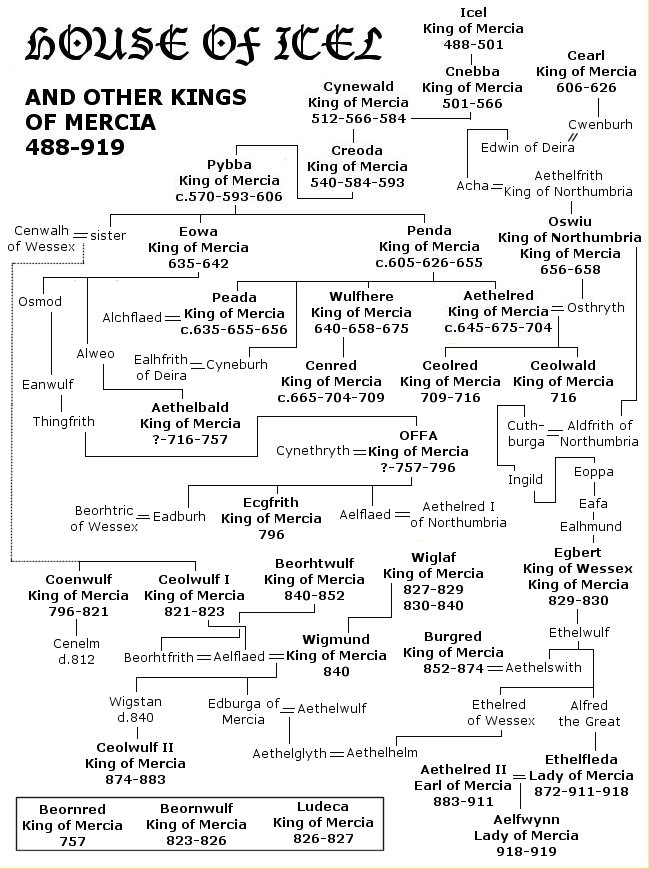
Genealogia królów Mercji